# Delito de corrupción (película)
 Delito de corrupción es una película de Argentina filmada en colores dirigida por Enrique Carreras sobre su propio guion escrito en colaboración Paulino Ares que se estrenó el 3 de octubre de 1991 y  tuvo como actores principales a Rodolfo Ranni, Mercedes Carreras, Mario Pasik y Camila Perissé.

## Sinopsis
Al investigar la muerte de una joven, un comisario descubre que su hijo está implicado en el accionar de una banda de traficantes de drogas.

## Reparto
Participaron del filme los siguientes intérpretes:
- Rodolfo Ranni …Comisario Ledesma
- Mercedes Carreras …Dra. Gabriela Peña
- Mario Pasik …Gabriel Ledesma
- Camila Perissé …Roxana
- Jorge Luz … La Muda
- Jorge Barreiro …Sabino
- María Carreras …María Ledesma
- Marisa Carreras …Angélica
- Victoria Carreras …Cristina
- Alfonso De Grazia …Ernesto
- Adolfo García Grau …Cholo
- Guido Gorgatti …Cogote
- Rubén Green …Pierre
- Francisco Llanos …Mauricio Viale
- Pepe Novoa
- Noelle Balfour …Elena González
- Linda Peretz …Mujer torturada
- Mario Sánchez …El Cordobés
- Luis Tasca …Comisario
- Jorge Eduardo García …Policía
- Alfredo Zemma …Roberto
- Marcos Zucker …Hombre que encuentra cadáver
- Guillermo Andino …Presentador de TV
- Rolando Chaves …Preso
- Enrique Kossi …Forense
- Sandra Sandrini …Mujer en morgue
- Antonio Caride …Entrenador 1
- Carlos Vanoni
- Héctor Armendáriz …Policía 1
- Carlos Luzietti …Médico
- Fabián Gianola …Entrenador 2
- Pablo Pometti …Pablito
- Claudia de la Calle
- Carlos Grau
- Mario Ernesto Olivietti
- Gustavo Fraga
- Jorge Taglioni
- Jorge Linn
- Juan Aarón
- Marcelo Abeal Urquiza

## Comentarios
Hugo Ghitta en La Nación opinó:

«Un testimonio a la manera de Carreras…en manos de un director con más vigor expresivo, la anécdota podía haber cobrado temperatura hasta convertirse en una pieza de fuerte contenido testimonial.»

Alberto Farina en El Cronista Comercial dijo:

«El film comienza con el tango Cambalache preanunciando los ingredientes de este producto donde aún lo ridículo resulta más entretenido que muchos pretensiosos films vernáculos.»

Manrupe y Portela escriben:

«Carreras volviendo a la pseudodenuncia, en un film bastante digno en lo suyo y mejor tratado por la crítica que en otras oportunidades.»